# 阿蘇地震
阿蘇地震（あそじしん）では、熊本県の阿蘇地方で発生した顕著な地震活動について記述する。

## 1705年
1705年5月24日（宝永2年閏4月2日）、阿蘇付近（北緯33度00分 東経131度12分 / 北緯33.000度 東経131.200度）で地震が発生し、僧坊の破壊や破損が多く、死者も出た。岡城で石垣破損。

## 1894年
1894年（明治27年）8月8日23時19分ごろ、阿蘇山の西麓付近（北緯33度48分 東経131度00分 / 北緯33.800度 東経131.000度）を震央とする推定M6.3の地震が発生し、阿蘇郡の永水村、長陽村、久木野村、山西村、錦野村で家屋・土蔵の破損数十棟、石垣の崩壊、土砂崩れなどの被害が発生した。
余震活動は活発で、翌日8月9日にはM5.5の余震、約3か月半後の11月30日にもM5.6の余震が発生した。

## 1895年
1895年（明治28年）8月27日22時42分ごろ、前年の地震と同じく、阿蘇山の西麓付近（北緯33度48分 東経131度00分 / 北緯33.800度 東経131.000度）を震央とする推定M6.3が発生した。震央と推定される阿蘇郡山西村では家屋・土蔵の破損400棟、堤防に裂け目7箇所、その他石垣の崩壊、石灯篭の転倒などの被害が発生した。本震の4～5日前より阿蘇山では鳴動が発生しており、当日は特に強烈であった。
余震活動は活発で、翌日8月28日にはM5.2の余震、1か月後の10月4日にもM5.1の余震が発生した。

## 1911年
1911年（明治44年）8月22日07時48分ごろ、阿蘇山の西麓付近（北緯33度54分 東経131度00分 / 北緯33.900度 東経131.000度）を震央とする推定M5.7の地震が発生した。震央の阿蘇郡長陽村では、石垣破損、山崩れなどの被害。

## 1928-29年
1928年（昭和3年）10月から1929年（昭和4年）3月にかけて、阿蘇郡南小国村付近を震央とする群発地震が発生した。最大の地震は1月2日に発生したM5.5の地震で、南小国村赤馬場の家屋が崖崩れで半壊した他、赤馬場・満願寺付近で墓石・石燈篭・石垣等の倒壊、山崩れによる道路損壊などの被害が発生した。

## 1932-34年
1932年（昭和7年）12月から1934年（昭和9年）1月にかけて、阿蘇山の火山活動に伴って地震活動が活発化した。最大の地震は1934年1月29日に発生したM5.3。

## 1975年
1975年1月、阿蘇山外輪山北東部付近を震央とする微弱な地震が20日から継続する中、22日13時40分M5.5の前震が起こり、翌23日23時19分にM6.1の本震が発生、その後もM5前後の余震が続いた。
前震では、阿蘇山測候所で震度4を観測。本震では、阿蘇山測候所で震度5を観測、震央に最も近い一の宮町手野地区（現阿蘇市一の宮町手野）および産山村田尻地区で震度6程度と推定された。
熊本県では、負傷者10人、道路損壊12か所 、山崩れ・がけ崩れ15か所、建物全壊16棟・半壊17棟・一部破損181棟などの被害があり、特に一の宮町手野地区に集中した。産山村の九州横断自動車道ではアスファルトが盛り上がり亀裂が生じた。
大分県でも、道路損壊1か所 、山崩れ・がけ崩れ7か所、建物一部破損4棟などの被害が報告された。
初動発震機構解は南北に張力軸を持つ横ずれ成分含む正断層であると推定されている。
約3か月後の4月21日、約20㎞北東でM6.4の大分県中部地震が発生した。

## 2016年
2016年（平成28年）に発生した熊本地震では、阿蘇地方も震源域内となっており、阿蘇カルデラ内の西部と北東部に地震断層が出現した他、余震活動も活発であった。
阿蘇地方を震央とするM5を超える余震は以下の通り。
- Mj5.9 4月16日 03時03分 最大震度5強[JMA 6]
- Mj5.8 4月16日 03時55分 最大震度6強[JMA 7]
- Mj5.8 4月18日 20時41分 最大震度5強[JMA 8]